# Экинлик
Экинлик (тур. Ekinlik) — остров в Турции, в южной части Мраморного моря (Пропонтиды). Родина патриарха Константинопольского Анфима VI и митрополита Приконнийского Никодима (Пападопулоса). Расположен к юго-западу от острова Мармара, к северо-западу от островов Авша (Тюркели) и Пашалиманы и к северо-востоку от города Карабига. Наивысшая точка — 153 м над уровнем моря. На южном побережье расположено одноимённое рыбацкое поселение. Административно относится к району Мармара в иле Балыкесир.
Население занимается рыбной ловлей. Туристическая инфраструктура отсутствует.
До ухода греков назывался Кутала (Кутали, Куталис, греч. Κούταλη). По одной из версий греческое название происходит от κουτάλι — «ложка» из-за формы острова. По другой версии остров получил название от каталонцев и связан с Каталонской компанией Востока — мощного объединения наёмников во главе с Рожером де Флором, имевшего договор с византийским императором Андроником II Палеологом (1282—1328). Каталонцы использовали Кутали как свою базу. В 1307 году наёмники покинули остров и он был населён греками. 
К 1922 году на острове проживало около 2 тысяч греков. Были две византийские церкви XV века — церковь святителя Николая Чудотворца и Успенская церковь, а также церковь Панагии Фанеромени или Неувядаемой розы, построенная в 1867 году. Основой экономики острова было мореходство в середине XIX века, рыбная ловля и добыча губок ныряльщиками в конце XIX века. После Малоазийской катастрофы, поражения Греции во Второй греко-турецкой войне 1919—1922 годов и заключения Лозаннского мирного договора 1923 года в ходе греко-турецкого обмена населением греки с острова Кутали переселились на Лемнос, где основали Неа-Кутали.

## Остров Петала
В памятнике русской письменности начала XII века «Хождение игумена Даниила» упоминается остров Петала. Даниил указывает, что 100 вёрст надо плыть от Царьграда до острова Петала («это первый остров на узком море») и 100 вёрст от острова Петала до Галлиполийской пристани («Калиполя»), находящейся у входа в пролив Дарданеллы. По словам А. В. Норова в комментарии к Даниилу Петала есть изменение названия Кутала. А. А. Пауткин считает, что Петала — скорее всего нынешний остров Мармара.